# 美國國稅局
國稅局（通称美国国税局；縮寫）是美國聯邦政府的稅務机构，隶属于美国财政部，機關首長為国税局局长，属于行政等级第三级的政治任命官员（相当于内阁部门副部长级），由美国总统任命，一届任期为五年。国税局负责征收税款以及执行美国国内税收法，该法构成了美国联邦成文税收法律的主体部分。国税局的职责包括向纳税人提供税务相关帮助，以及调查并解决逃漏稅问题；同时，它还监管过许多补助计划，并负责《患者保护与平价医疗法案》部分内容的执行。
国税局最初与「国内税收专员」这一职位有关。1862年，美国设立了国内税收专员，负责估算美国历史上最早的所得稅，该税用于为南北战争筹措资金。这项临时举措为联邦政府提供了将近五分之一的军费，一直到十年后才终止实施。1913年，《美国宪法第十六修正案》获得通过，给予國會以征收所得税的权力，国内税收局由此成立；1953年，其名称从Bureau of Internal Revenue改为Internal Revenue Service。
尽管国税局负责征收联邦政府运作所需的大部分税金，其自身的可用资源却遭逐年削减。美国税务顾问协会在2016年致国会领导层的信中写道：“我们注意到国税局受经费不断缩减影响，已在人员方面出现问题，整体士气低下。在平日的工作中我们发现，我们的客户也即纳税人已受到这一情况的影响。”
2017财年中，国税局经手了超2.45亿笔纳税申报，总共收缴税款超3.4兆美元，每100美元的收缴花费为34美分。
2018年6月28日，彭博社报道称：“国税局因预算削减受到了严重的影响。目前一年114.3亿美元的预算还不如2008财年的预算多，而国税局在过去的五年中已经裁员百分之十五。具体负责执行事务的职员自2010年以来更是锐减超百分之二十五。”
2018财年美国联邦政府赤字达7790亿美元，预计2019财年赤字将逼近一兆美元。国税局计划在2019财年中再裁掉2200名员工。
9月底的2020财年，联邦预算赤字为3.1兆美元，是去年赤字9840亿美元的三倍，也比新冠大流行之前2月份政府的估计高出2兆美元。 该年度赤字刷新了2009年创下的1.4兆美元的历史记录。

## 延伸閱讀
- Davis, Shelley L.; Matalin, Mary. . New York: Harper Collins. 1997. ISBN 0-88730-829-5.
- Johnston, David Cay. . New York: Portfolio. 2003. ISBN 1-59184-019-8.
- Rossotti, Charles O. . Cambridge: Harvard Business School Press. 2005. ISBN 1-59139-441-4.
- Roth, William V., Jr.; Nixon, William H. . New York: Atlantic Monthly Press. 1999. ISBN 0-87113-748-8.

## 外部連結
- 國稅局 （页面存档备份，存于） （中文）
  - Pub 850 CN 以更迅速、更简便的方法索取表格和其他信息： （页面存档备份，存于） （中文）
- 國稅局 （页面存档备份，存于） （英文）
- Internal Revenue Service （页面存档备份，存于） in the Federal Register